# Cobb’s Corner (Detroit)
Cobb’s Corner war ein Detroiter Jazzclub der 1970er und 1980er Jahre, der mit seinem Spektrum von Traditional Jazz bis zur Avantgarde als the new jazz corner of the world galt.
Cobb’s Corner, der sich in 4201 Cass Avenue (Ecke W. Willis Street) nahe der Avalon Bakery befand, war Ende der 1970er Jahre in Detroit ein populärer Veranstaltungsort für Jazzmusik. Detroiter Musiker wie Marcus Belgrave, Frank Isola, Bobby MacDonald, Allan Barnes, Malvin McCray, Wendell Harrison, Harold McKinney, Dwayne Crenshaw, George Goldsmith, Sam Sanders, Leonard Kind, Nasir Hafiz, Ron English und die Bands Prismatic, Stratanova und Griot Galaxy um Jaribu Shahid und Faruq Z. Bey traten dort auf; die Hausband war Michael Agers Gruppe All Directions.
Konzerte der Formation Lyman Woodard Organization wurden mitgeschnitten (Don't Stop the Groove, 1979). Ferner fanden dort Lyriklesungen und Kunstaktionen der Kooperative Cass Corridor statt. Der Club wurde von Henry Normile geleitet, der am 27. Januar 1979 in seinem Apartment neben dem Club erschossen wurde. Zwei Wochen zuvor hatte Normile mit seinem Geschäftspartner John Sinclair und den Musikern Lyman Woodard und Marcus Belgrave das Label Corridor Records gegründet.  Der Club bestand noch bis in die frühen 1980er Jahre. Als Cass Corridor Food Co-op wurde das Gebäude bis 2001 genutzt.